# روكاس جوكوبايتيس
روكاس جوكوبايتيس (مواليد 19 نوفمبر 2000) هو لاعب كرة سلة ليتواني يلعب في مركز لاعب هجوم خلفي في نادي برشلونة.

## روابط خارجية
- روكاس جوكوبايتيس على موقع الاتحاد الدولي لكرة السلة (الإنجليزية)
- روكاس جوكوبايتيس على موقع الدوري الأوروبي لكرة السلة (الإنجليزية)
- روكاس جوكوبايتيس على موقع سبورتس رفرنس (الإنجليزية)
- روكاس جوكوبايتيس على موقع الدوري الإسباني لكرة السلة (الإسبانية)
- روكاس جوكوبايتيس على موقع كرة السلة الأوروبية.كوم (الإنجليزية)
- روكاس جوكوبايتيس على موقع ريلجم (الإنجليزية)
- روكاس جوكوبايتيس على موقع بروبوليرز (الإنجليزية)
- روكاس جوكوبايتيس على موقع سبورتس رفرنس (الإنجليزية)